# Katharina Schultens

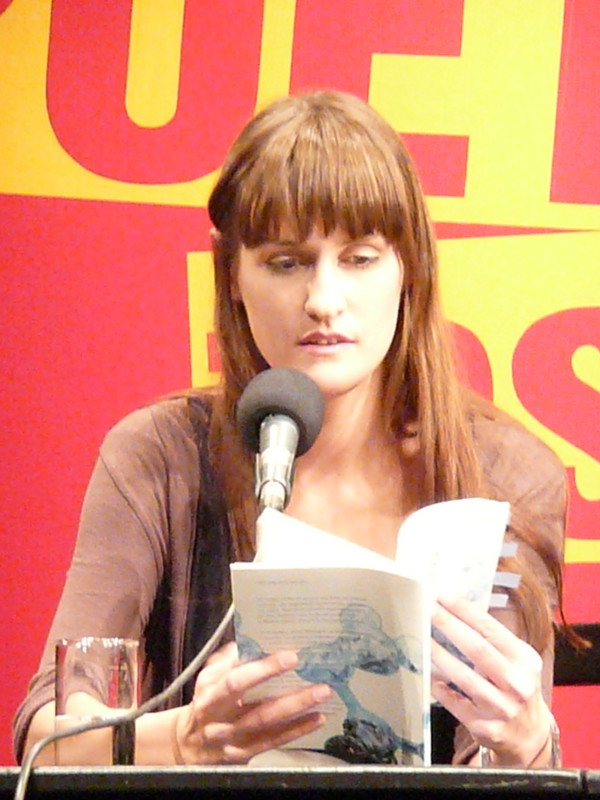
Katharina Schultens 2011

Katharina Schultens (* 1980 in Kirchen (Sieg)) ist eine deutsche Schriftstellerin.

## Leben
Schultens wuchs in Betzdorf auf, wo sie 1999 am dortigen Freiherr-vom-Stein-Gymnasium das Abitur ablegte. Anschließend studierte sie Kulturwissenschaften in Hildesheim, St. Louis und Bologna und arbeitete seit 2006 an der Humboldt-Universität zu Berlin. Dort war sie von 2012 bis 2021 Geschäftsführerin der School of Analytical Sciences Adlershof (SALSA). Seit September 2022 leitet sie das Berliner Haus für Poesie.
Sie veröffentlichte seit 1998 Lyrik sowie poetologische Texte in Zeitschriften (u. a. Bella triste, randnummer, Ostragehege, Sprache im technischen Zeitalter) und Anthologien (Lyrik von Jetzt 2, Neubuch u. a.). Seit 2004 erschienen zudem vier Lyrikbände und zwei Essays. Von 2007 bis 2009 war sie Mitglied im Forum der 13. Ihre Texte wurden ins Englische, Russische, Spanische und Tschechische übersetzt.
Beim Ingeborg-Bachmann-Preis 2019 hat Katharina Schultens am Eröffnungstag am „Wettlesen“ mit einem Auszug aus ihrem Roman Urmünder teilgenommen.

## Auszeichnungen
- 2005 Martha-Saalfeld-Förderpreis
- 2007 Förderpreis zum Georg-K.-Glaser-Preis
- 2009 Förderpreis zum Kunstpreis Rheinland-Pfalz
- 2013 Leonce-und-Lena-Preis im Rahmen des Literarischen März 2013[4]
- 2014 Zweite Preisträgerin beim lauter niemand-Preis für politische Lyrik IV
- 2015 Preisträgerin des Spycher: Literaturpreis Leuk
- 2019 Arbeitsstipendium für Literatur des Berliner Senats[5]
- 2019 Basler Lyrikpreis[6]

## Publikationen
- Aufbrüche. Gedichte. Rhein-Mosel-Verlag, Zell / Mosel 2004, ISBN 978-3-89801-202-7
- gierstabil. Gedichte. Luxbooks, Wiesbaden 2011, ISBN 978-3-939557-95-1
- gorgos portfolio. Gedichte. kookbooks, Berlin 2014, ISBN 978-3937445618
- Geld. Eine Abrechnung mit privaten Ressourcen. Verlagshaus Berlin, Edition poeticon, Berlin 2015, ISBN 978-3945832042
- So oder so, an der Naht entlang. Zu Marina Zwetajewa. Zwiesprachen – eine Reihe der Stiftung Lyrik Kabinett München. Verlag Das Wunderhorn, Heidelberg 2016, ISBN 978-3-88423-542-3
- Cloudpoesie. Dichtung für die vernetzte Gesellschaft. Ergebnis einer Workshop-Performance mit Andreas Bülhoff, Martina Hefter, Georg Leß, Katharina Schultens, Andreas Töpfer, Charlotte Warsen, bearbeitet von Tristan Marquardt. mikrotext, Berlin 2016, ISBN 978-3-944543-34-5.
- untoter schwan. Gedichte. kookbooks, Berlin 2017, ISBN 978-3937445885.